# Martinho Ndafa Kabi
Martinho Ndafa Kabi (sinh ngày 17 tháng 9 năm 1957) là Thủ tướng Chính phủ Guinea-Bissau từ ngày 13 tháng 4 năm 2007 đến 5 tháng 8 năm 2008. Ông là một thành viên lãnh đạo của Đảng châu Phi vì độc lập của Guinea và Cabo Verde (PAIGC).
Kabi là một người dân tộc Balanta, sinh ra ở Nhacra trong khu vực Oio. Ông gia nhập PAIGC Tháng 3 năm 1974 và là một đại biểu đầu tiên của hội nghị bất thường của PAIGC (tháng 11 năm 1981), Đại hội lần bất thường thứ nhì (tháng 1 năm 1991), thứ năm thông thường Quốc hội (tháng 12 năm 1991), thứ sáu thông thường Quốc hội (tháng 5 năm 1998), thứ ba bất thường Quốc hội (tháng 9 năm 1999), và Đại hội lần bất thường thứ tư (tháng một-tháng 2 năm 2002). Ông được bầu là Chủ tịch Uỷ ban quốc gia xác minh và kiểm soát tại Đại hội bất thường thứ ba vào năm 1999 và là Phó Chủ tịch thứ ba của PAIGC tại Đại hội bất thường lần thứ tư vào năm 2002. Kabi được coi là một người theo đường lối cứng rắn PAIGC.
Trong chính phủ của Thủ tướng Carlos Gomes Júnior, ông làm Bộ trưởng Bộ Năng lượng và Tài nguyên thiên nhiên từ tháng 5 năm 2004 đến tháng 4 năm 2005, khi ông trở thành Bộ trưởng Bộ Quốc phòng. Sau khi Tổng thống Nino Vieira cách chức Gomes Junior, Uỷ ban Thường vụ Bộ Chính trị PAIGC chọn Kabi kế nhiệm chức Thủ tướng Chính phủ, nhưng Vieira thay vì bổ nhiệm Aristides Gomes, một nhà bất đồng chính kiến PAIGC trung thành với Tổng thống, Thủ tướng Chính phủ vào ngày 2 tháng 11 năm 2005 PAIGC lập luận rằng việc bổ nhiệm của Gomes "tùy tiện và trái với hiến pháp", nhưng nó đã được ủng bởi Tòa án tối cao vào tháng 1 năm 2006.